# Marc Weinmann
Marc Weinmann (* 24. Oktober 1997 in Stuttgart) ist ein deutscher Film- und Theaterschauspieler.

## Leben
Marc Weinmann wurde in Stuttgart geboren, wo er zusammen mit seiner Schwester aufwuchs.
Weinmann besitzt u. a. Grundkenntnisse im Schlagzeugspielen, Fechten sowie Klettern und gute Kenntnisse im Bogenschießen. Er liebt das Tanzen, beherrscht die Tanzstile Rock ’n’ Roll sowie Standard und verfügt über Erfahrungen in Charleston und Modern Dance. Neben diesen ganzen Aktivitäten war er außerdem auch im Chor, wo er als Tenor mitsang.
Zwischen 2017 und 2019 machte er seine Ausbildung an der Film Acting School Cologne, die er 2019 erfolgreich abschloss. Danach besuchte er dort von 2019 bis 2020 die Meisterklasse. Weinmann spielte nebenbei unter anderem die Hauptrollen in Pinocchio, Hänsel und Gretel und Lagerfeuergeschichten oder ein Kammerspiel unter offenem Himmel, von Arie Jaspers.
Er hat in mehreren Film-, Fernseher- und Theaterproduktionen mitgespielt. Seit September 2021 bis September 2024 spielte Weinmann die Rolle des Luis Ahrens in der RTL-Vorabendserie Gute Zeiten, schlechte Zeiten.

## Filmografie
- 2018: Missmut (Kurzfilm)
- 2020: Die Agentur (Kurzfilm)
- 2021–2024: Gute Zeiten, schlechte Zeiten (Fernsehserie, RTL)

## Theaterproduktionen
- 2018–2019: Schneewittchen – kein Kindermärchen
- 2019–2020: Pinocchio
- 2019–2020: Hänsel und Gretel
- 2019–2020: Lagerfeuergeschichten
- 2020: Der Märchenwald
- 2024: Frohes Fest